# 한울중학교
한울중학교(한울中學校)는 대한민국 서울특별시 금천구 시흥동에 있는 공립 중학교이다.

## 학교 연혁
- 1971년 5월 13일 : 학교 설립 인가
- 1971년 9월 1일 : 초대 정기영 교장 취임
- 1971년 11월 10일 : 교사 준공(교실 17, 관리동 1, 화장실 1, 창고 1)
- 1971년 12월 29일 : 대림여자중학교 설립인가(공립)
- 1972년 3월 3일 : 제1회 입학식(659명)
- 1975년 2월 28일 : 제1회 졸업식(659명)
- 2002년 3월 1일 : 한울중학교로 개명
- 2010년 12월 9일 : 서울특별시교육청 혁신학교 지정
- 2016년 3월 1일 : 이전 개교(독산동→시흥동)
- 2022년 1월 6일 : 제48회 졸업식(188명, 총 30,506명)
- 2022년 3월 2일 : 제51회 입학식(181명)
- 2022년 9월 1일 : 제19대 김창우 교장 취임

## 참고 자료
- 한울중학교 - 한국교육학술정보원 학교알리미